# کومونجو
کومونجو (به ژاپنی: 公文所 くもんじょ) سازمانی است که کومون (اسناد عمومی) را در دوران باستان و قرون وسطی مدیریت می‌کرد.
در ادارات دولتی اشراف دربار، راهبان، ادارات دولتی، ارباب خانه‌ها و غیره منصوب می‌شد و نه تنها برای مدیریت اسناد رسمی بلکه برای انجام دستورها و فرمان‌ها نیز استفاده می‌شد.
همچنین به عنوان یک نهاد عملی برای اموری مانند فرمان‌ها، امور دولتی، مالی، جمع‌آوری و دعاوی مورد استفاده قرار می‌گرفت.